# Ág Tibor
Ág Tibor (szlovákul: Tibor Ág) (Pozsony, 1928. április 13. – Nagymegyer, 2013. augusztus 29.) csehszlovákiai, majd szlovákiai magyar népzenekutató, karnagy, zeneszerző, zenepedagógus. A Magyar Művészeti Akadémia Népművészet, néprajz tagozatának tagja (2005). A Szlovákiai Magyar Cserkészszövetség tagja, a nagymegyeri 23. sz. Arany János cserkészcsapat örökös tiszteletbeli csapatparancsnoka.

## Életpályája
Zenetudományi és bölcsészeti tanulmányait a pozsonyi Comenius Egyetemen végezte. Érdeklődése, kutatásai a népzenére, azaz népdal- és balladagyűjtésre irányultak. Első kéthetes néprajzi gyűjtőútját Takács András néptáncgyűjtővel tette meg 1951 december utolsó és január első hetében. Útjuk során Kodály Zoltán, Manga János és Arany Adalbert László zoboraljai népdalgyűjtők útját követték, kiegészítve Martossal. Takács András később így nyilatkozott erről az útjukról: „A megélt súlyos tapasztalatok, a háború, a kilakoltatások, a konfiskálások, a hontalanságba taszítás ellenére az egyszerű emberek szívélyesen fogadtak bennünket, és ez nagyon pozitív hatással volt mindkettőnk további szakmai életére.” Ág Tibor 1953-tól szlovákiai magyar művészegyüttesek tagja, majd vezetője és tanár, Takács András pedig tánckoreográfus lett. 1952 húsvétján a kelet-szlovákiai Bodrog és Ung vidékén gyűjtötték az élő hagyománykincset. 1967-től a Csemadok Központi Bizottságának zenei szakelőadója Pozsonyban. Csehszlovákia magyarlakta területein több ezer dallamot gyűjtött össze, amelyek többsége a Csemadok KB adattárában található.
Rengeteg saját felgyűjtött zenei, de szöveges anyaga is van, amelyek arra várnak, hogy a dallammal egyeztessék azokat. Nagymegyeren élt és alkotott, lelkesen dolgozta fel saját gyűjtéseit.
A szlovákiai magyar kórusmozgalom kiemelkedő, vezető-irányító alakja. 1968-ban – egy évvel megelőzve a magyarországi „Röpülj páva…” vetélkedőt – megszervezte a Tavaszi szél vizet áraszt… című országos méretű népdalvetélkedőt, mely mozgalom ma is él. Voltak olyan évek, amikor több mint 5000 énekes-szereplő aktivizálódott. Zenei közleményei és tanulmányai az Irodalmi Szemlében, A Hétben, a Népművelésben, a Néprajzi Közleményekben és önálló kötetekben jelennek meg.
A cserkészmozgalomba már fiatalkorában, szülőhelyén bekapcsolódott. 1938-ban tett cserkészfogadalmat. A felvidéki magyar cserkészmozgalom újjáalakulásakor ismét bekapcsolódott a cserkésztevékenységbe, a Szlovákiai Magyar Cserkészszövetség újjáalakulásának kezdeti éveiben hatalmas munkával járult hozzá az SZMCS próbarendszerében található zenei követelményrendszer kialakításába, továbbá annak gyakorlati oktatásába is. Cserkész című lap rovatvezetője hosszú éveken át, két módszertani kiadvány (a Gyere velem - add tovább! Hagyományőrző cserkészek kézikönyve és a Ki játszik ilyet? Válogatás népi gyermekjáték hagyományunkból) szerzője, továbbá gondozója, szerkesztője és kivitelezője a Szárnyal a cserkészdallam című dalosfüzetnek és magnókazettának is. Nagymegyeren a cserkészcsapat újjáalakulásakor segítette a nagymegyeri cserkészek kiképzését, majd 1994-1998 között a cserkészcsapat parancsnoka, később örökös tiszteletbeli csapatparancsnoka.

## Főbb művei[3]
- Dalolj velünk (népdalok, 1953)
- 100 szlovákiai magyar népdal (1957)
- Takács András–Ág Tibor: Népi tánc- és ritmusgyakorlatok; Pedagogické Nakladatelstvo, Bratislava, 1966
- Szakáll Katalin: A klasszikus tánctechnika / Ág Tibor: Zenei írás-olvasás; Osvetovy ústav, Bratislava, 1973
- Édesanyám rózsafája (palóc népdalok, 1974, 1995)
- Vétessék ki szóló szívem. Szlovákiai magyar népballadák; közzéteszi Ág Tibor, Sima Ferenc; Gondolat–Madách, Bp.–Bratislava, 1979
- Ág Tibor–Jarábik Imre: Karének. Dal- és kórusgyűjtemény / Zbornik piesni a zborov. Az alapiskola 5-8. oszt. számára; SPN, Bratislava, 1983
- Népzene gyűjtés Csallóközben (1986)
- Tiszta rozmaringszál (1989)
- Ki játszik ilyet? (népi gyermekjátékok, 1992)
- Vígan zengjétek citorák (csallóközi betlehemes játékok és mendikák, 1992)
- Bíborpiros szép rózsa (népzenei gyűjtés Peredről, 1996)
- Ki népei, vári vagytok? Válogatás a szlovákiai magyar tájak népzenei hagyományából; Lilium Aurum–Szlovákiai Magyar Néprajzi Társaság, Dunaszerdahely–Komárom, 1996 (Népismereti könyvtár)
- Ág Tibor–Barsi Ernő–Koncsol László: Kemény a föld a patonyi határba'. Dióspatony népzenei hagyománya; Lilium Aurum, Dunaszerdahely, 1997
- Az Aranykert muzsikája. Csallóközi népdalok; Kalligram, Pozsony, 1999 (Csallóközi kiskönyvtár)
- Felsütött a nap sugára (bodrogközi népdalok, 1999)
- Csináltassunk hírharangot. Nyitra-vidéki népballadák; Csemadok Dunaszerdahelyi Területi Választmánya, Dunaszerdahely, 2001 (Gyurcsó István Alapítvány könyvek)
- Semmit sem vétettem Nyitra városának. Nyitra-vidéki magyar népdalok; Csemadok, Dunaszerdahely, 2004 (Gyurcsó István Alapítvány könyvek)
- Népdalkutatók nyomában Szlovákia magyarlakta vidékén. Kunyhók hűsége; Lilium Aurum, Dunaszerdahely, 2007 (Kodály felvidéki gyűjtése)
- Lement a vacsoracsillag. Bartók Béla 1910-es nagymegyeri gyűjtése; közli Ág Tibor; Csemadok, Dunaszerdahely, 2008 (Gyurcsó István Alapítvány könyvek)
- Ág Tibor–L. Jóba Ferenc: Az árgyélus kismadár Martos falu népzenei hagyománya (Dunaszerdahely, 2006)
- Tiszán innen, Bodrogközben (népzenei válogatás, Dunaszerdahely, 2009)
- Csillagoknak teremtője : Mátyusföldi népdalok (Dunaszerdahely, 2009)
- Nem szánt-vet az égi madár. Motyovszki Józsefné Kovács Teréz, a gömöri nótafa; Csemadok, Dunaszerdahely, 2010 (Gyurcsó István Alapítvány könyvek)
- Zendülj torok, frissen nótára. Naptári népi szokások színpadra alkalmazva; Kodály Zoltán Társaság, Dunaszerdahely, 2012

## Díjak, elismerések
- Kodály-emlékérem (1982)
- Pro Probitate-díj (Szlovákia, 1998)
- Márai Sándor Alapítvány Nyitott Európáért Díja (1997)
- Komárom város díszpolgára (1998)
- Pro Urbe, Nagymegyer (2001)
- A Szlovák Köztársaság Ludovit Stúr-díja (2002)
- Posonium Irodalmi Életmű-díj (Szlovákia, 2000)
- Kóta Díj, Életmű kategória (Budapest, 2006)
- Magyar Köztársasági Arany Érdemkereszt (2008)
- A Nagyszombati (Trnava) kerület Elnöki Díja (2008)
- Vass Lajos-emlékplakett (Komárom, 2009)
- Csodaszarvas-díj (Nagymegyer, Szlovákia, 2012)
- Harmónia 2013 - Életmű díj (Dunaszerdahely, 2013)